# Pertenhall
Pertenhall – wieś w Anglii, w hrabstwie ceremonialnym Bedfordshire, w dystrykcie (unitary authority) Bedford. Leży 16 km na północ od centrum miasta Bedford i 87 km na północ od centrum Londynu.